# Otto Bömers
Heinrich Friedrich Otto Bömers (* 20. Februar 1857 in Frille; † 26. August 1922) war ein deutscher Politiker. Er war Vorsitzender der Landesregierung (Ministerpräsident) von Schaumburg-Lippe.

## Leben
Als Sohn des Dr. P. Bömers und seiner Ehefrau Anna Aschoff aus Herford besuchte er das Gymnasium in Herford von 1868 bis 1877. Es folgte ein Studium der Rechtswissenschaften in Göttingen, Tübingen und Berlin. Seine Referendarzeit absolvierte er in Hannover.
Das 1. juristische Examen bestand er in Celle, das 2. in Oldenburg. Es folgte die Tätigkeit als Assessor bei der Staatsanwaltschaft und eine Beschäftigung als juristischer Hilfsarbeiter im Ministerium von Schaumburg-Lippe.
Im Jahre 1893 wurde er zum Regierungsrat befördert. Am 1. Oktober wurde er Staatsrat im Ministerium Feilitzsch und blieb das auch nach der Abdankung von Adolf II. Fürst zu Schaumburg-Lippe am 15. November 1918. Von 1919 bis 1922 war er Staatsrat und Vorsitzender der Landesregierung (faktisch Ministerpräsident) von Schaumburg-Lippe. In den Reichsrat wurde er 1921 berufen.
Er war mit Martha Kellner, Tochter des Majors K. Kellner und seiner Ehefrau Antonie Bach, verheiratet. Zuletzt lebte er in Bückeburg.

## Referenzen
- Herrmann A. L. Degener, Wer ist's?, Berlin 1928.

| Personendaten    | Personendaten                                                              |
| ---------------- | -------------------------------------------------------------------------- |
| NAME             | Bömers, Otto                                                               |
| ALTERNATIVNAMEN  | Bömers, Heinrich Friedrich Otto (vollständiger Name)                       |
| KURZBESCHREIBUNG | deutscher Politiker, Vorsitzender der Landesregierung von Schaumburg-Lippe |
| GEBURTSDATUM     | 20. Februar 1857                                                           |
| GEBURTSORT       | Frille                                                                     |
| STERBEDATUM      | 26. August 1922                                                            |